# Phthirusa angulata
Phthirusa angulata là một loài thực vật có hoa trong họ Loranthaceae. Loài này được K.Krause miêu tả khoa học đầu tiên năm 1925.